# Chiesa di San Rocco (Nizza)
La chiesa di San Rocco (in francese: Église Saint-Roch) è un luogo di culto cattolico di Nizza.

## Storia
Dopo l'epidemia di peste del 1631 gli abitanti di Nizza vollero costruire una cappella dedicata a San Rocco. La prima cappella fu completata nel 1661 dal maestro muratore Giuseppe Pisano. La sua costruzione fu finanziata da tutti gli abitanti e proprietari del quartiere nel quale venne realizzata, in particolare Giuseppe-Costante Acchiardi, luogotenente generale di artiglieria.
La chiesa fu ricostruita nel XIX secolo ed è stato classificata come monumento storico nel 1984.